# 2K1 Mars
El Marte (ruso: Марс, literalmente 'Marte'; nombre de informe de la OTAN FROG-2, índice GRAU 2K1, 2К1) era un sistema soviético de misiles tácticos de combustible sólido con un alcance de 7 a 18 km.
El diseñador jefe fue NP Mazur.
- Peso del lanzador: 15 toneladas, basado en el tanque PT-76
- motor de cohete: 3R1
- diámetro del misil: 1,75 m
- orientación: por lanzador
- velocidad máxima del lanzador: 35 km/h